# Altweiberknoten

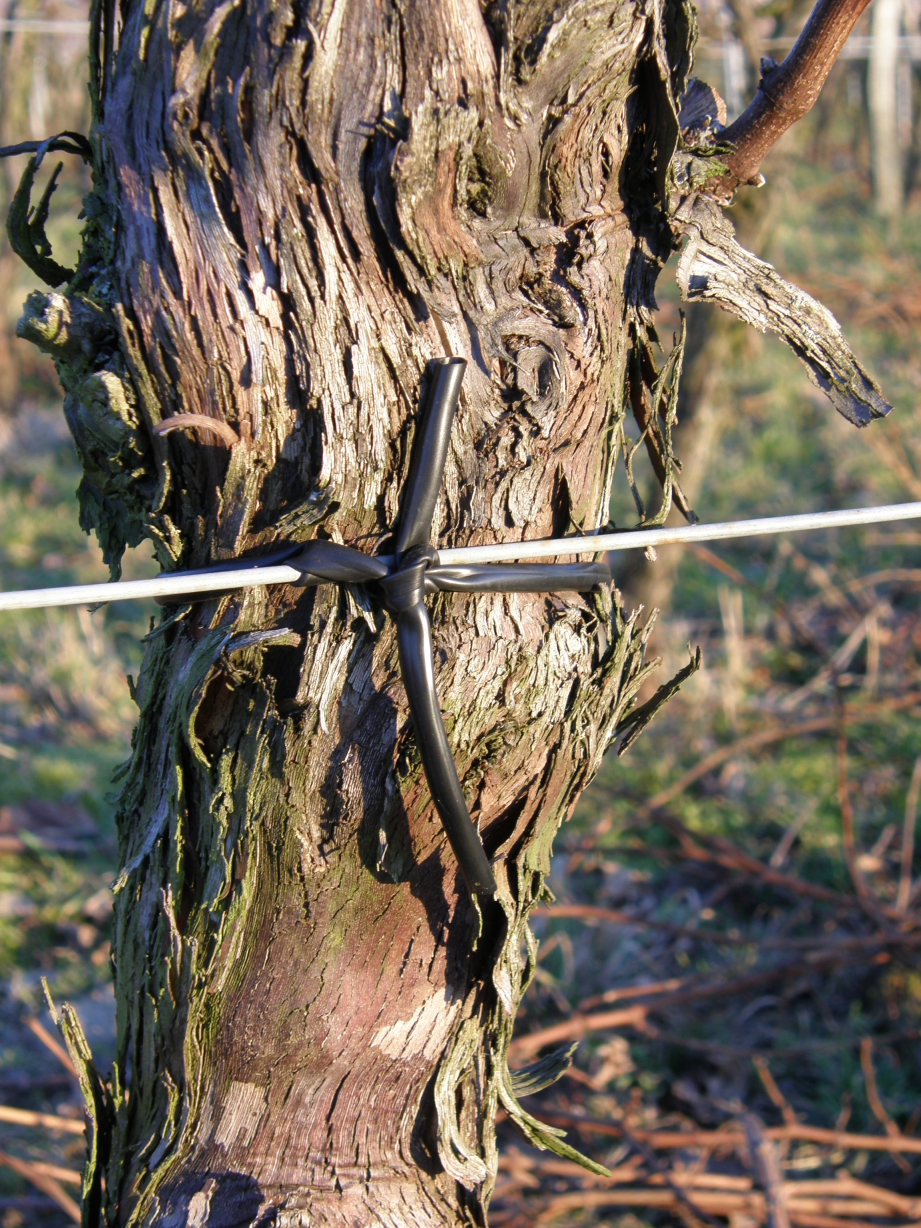
Altweiberknoten im Weinbau

Der Altweiberknoten ist ein einfacher Knoten, der aus zwei halben Knoten geknüpft wird. Häufig entsteht er als falsch geknüpfter Kreuzknoten, der sich in der Abwandlung als Schuhschleife ständig lockert.

## Wirkung
Der Altweiberknoten ist dem Kreuzknoten sehr ähnlich und wird häufig mit ihm verwechselt. Dabei sind sich die Knüpfer meist nicht bewusst, dass es zwei verschiedene Knoten sind.
Beide Knoten bestehen aus zwei halben Knoten. Doch während beim Kreuzknoten die halben Knoten symmetrisch liegen, haben sie beim Altweiberknoten die gleiche Orientierung. Fachlich ausgedrückt hat der Kreuzknoten einen S- und einen Z-geschlagenen halben Knoten, während der Altweiberknoten entweder zwei S- oder zwei Z-geschlagene besitzt.

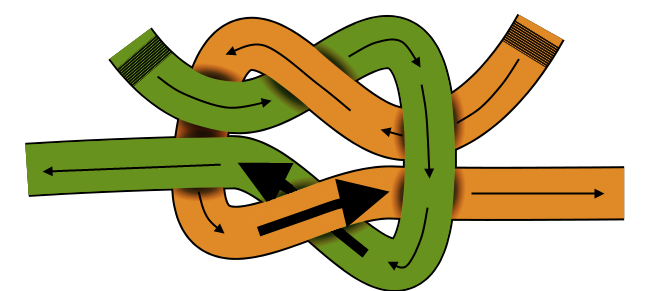
Kreuzknoten
Altweiberknoten

Dies führt dazu, dass die auslaufenden Enden des Altweiberknotens nicht direkt auf den einlaufenden Enden sitzen, sondern etwas schräg. Die Reibung zwischen den Enden ist an dieser Stelle geringer und der Knoten lockert sich eher, wenn die Tampen häufig hin und her schwenken.
Auch rauscht er eher aus und ist in dieser Hinsicht vergleichbar mit dem Diebesknoten.
Allerdings neigt er dafür weniger zum Kentern als ein Kreuzknoten.
Falls der Knoten doch kentert, verwandelt er sich in den Mastwurf.

## Anwendungen
Da die lose Part schräg auf der festen Part sitzt, werden mit dem Altweiberknoten beim Makramee und Platting spiralige Muster erzeugt.

## Abwandlungen

Zum Vergleich der Kreuzknoten. Die zwei Halben Knoten liegen symmetrisch.
Altweiberknoten. Während beim Kreuzknoten die halben Knoten symmetrisch liegen, haben sie beim Altweiberknoten die gleiche Orientierung.
Diebesknoten. Während beim Kreuzknoten und beim Altweiberknoten die beiden losen Enden auf einer Seite liegen, liegen sie bei dem Diebesknoten diagonal gegenüber.
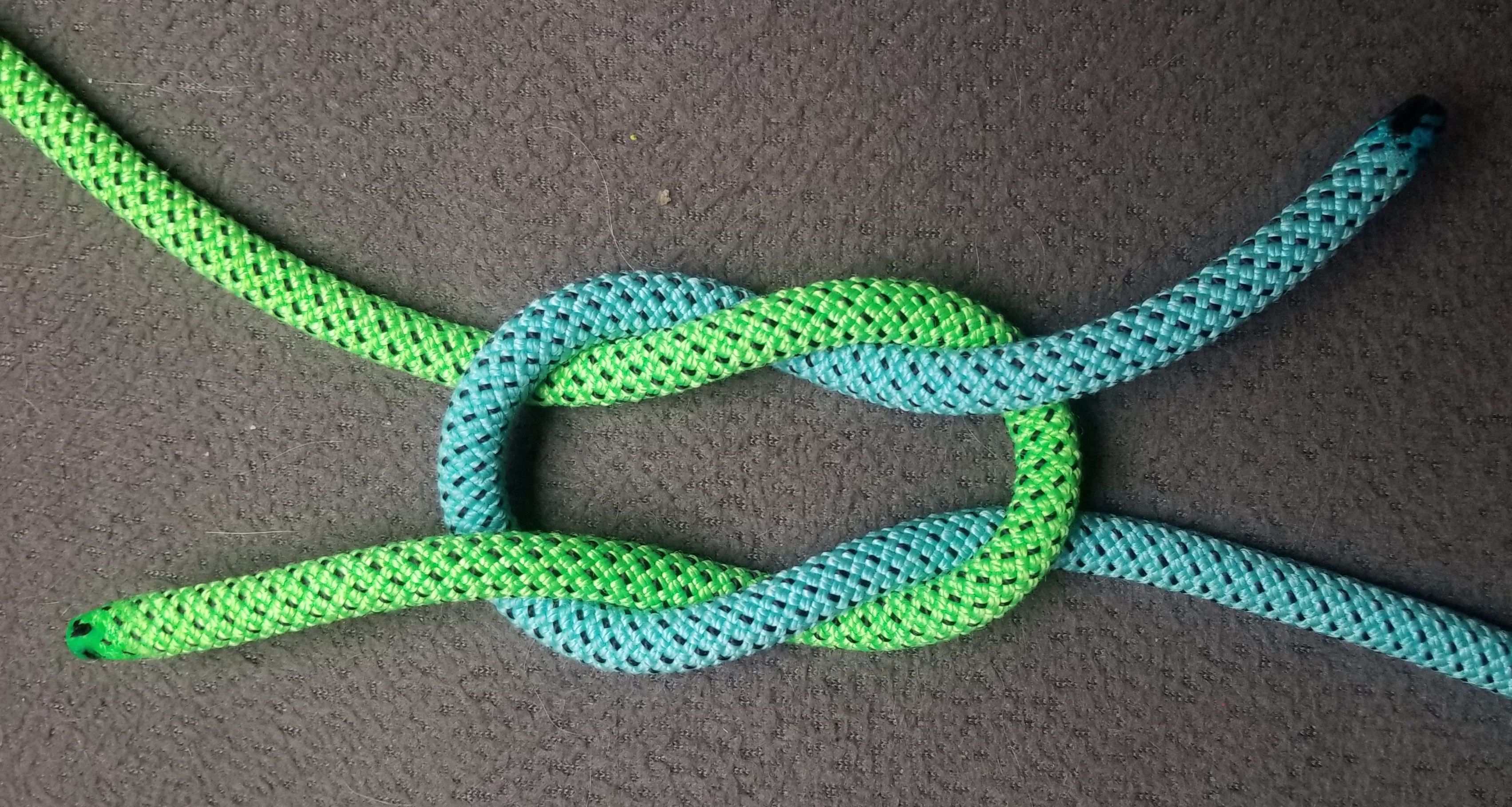
Der Kummerknoten vereint die Mängel des Altweiber- und Diebesknotens.[3] Bei Ashley heißt er „Was-Noch-Knoten“ (Ashley Nr. 1208 und mit gezeisten Enden „Reffleinenknoten“ Nr. 1495)